# Hylopsar
Genre
Synonymes
- Lamprotornis Temminck, 1820[2]
- Coccycolius Oustalet, 1879[2]
- Notopholia Roberts, 1922[2]

Hylopsar est un genre de passereaux de la famille des Sturnidés. Il se trouve à l'état naturel dans l'Ouest, et le centre de l'Afrique.

## Liste des espèces
Selon la classification de référence du Congrès ornithologique international (version 8.1, 2018) :
- Hylopsar cupreocauda (Hartlaub, 1857) — Choucador à queue bronzée, Étourneau métallique à dos bleu, Étourneau métallique à queue bronzée, Merle métallique à dos bleu, Merle métallique à queue bronzée
- Hylopsar purpureiceps (Verreaux, J & Verreaux, E, 1851) — Choucador à tête pourprée, Étourneau métallique à tête pourprée, Merle métallique à tête pourprée